# ايوان بورتر
ايوان بورتر (بالإنجليزية: Ewan Porter)‏ هو لاعب غولف أسترالي، ولد في 4 يوليو 1982 في سيدني في أستراليا.

## وصلات خارجية
- ايوان بورتر على موقع رابطة لاعبي الغولف المحترفين (الإنجليزية)
- ايوان بورتر على موقع التصنيف العالمي الرسمي للغولف (الإنجليزية)